# Areca triandra
La palmera areca silvestre (Areca triandra) es una palmera originaria de la India y Malasia la cual es utilizada como planta ornamental.

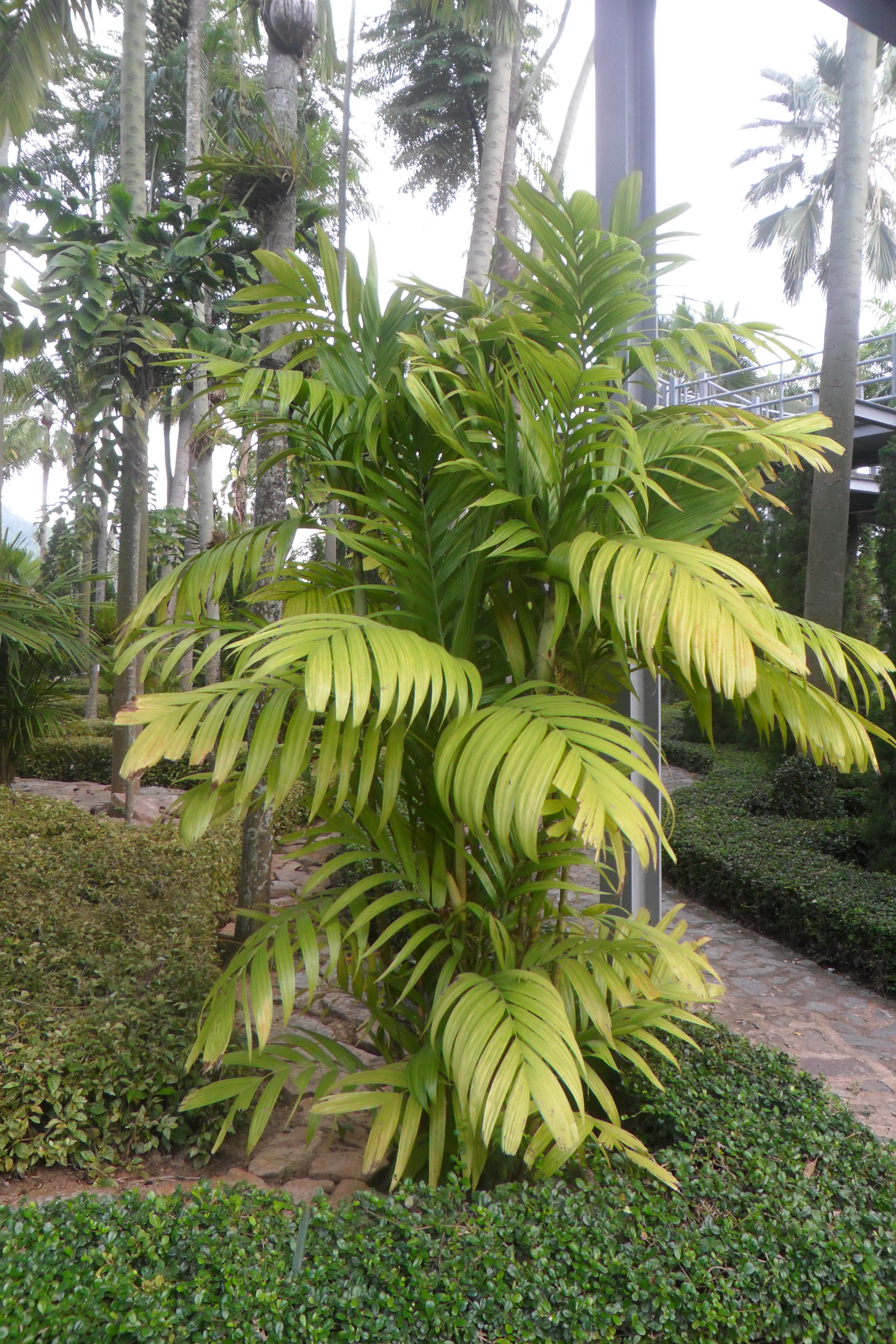
Vista de la planta

## Distribución
Se distribuye por Asia tropical (incluidas Islas Andaman, Bangladés y Península de Malaca.

## Descripción
Los tallos, que se encuentran agrupados, alcanzan los 1.5-4 (-7) m de altura, son delgados, de color verde y de 3-5 cm de diámetro, tienen raíces aéreas. Las hojas están un poco caídas, de 1 a 1,8 m de largo, con vainas formando un eje hinchado, con la corona verde y un delgado pecíolo; los foliolos de 0,3-1 m de largo, 3.5-5 cm de ancho. Las inflorescencias de 15-30 × 5-15 cm; con profilo de 30 cm de largo. Las flores masculinas de color crema con una fuerte fragancia de limón, de 2.5 mm de largo; las femeninas son globosas, de color crema, y 7,5 mm de largo. El fruto es de 2.5 cm de largo, con una punta en forma de pico prominente, en la maduración es naranja o escarlata.

## Taxonomía
Areca triandra fue descrita por Roxb. ex Buch.-Ham.  y publicado en Memoirs of the Wernerian Natural History Society 5: 310, en el año 1824.
Etimología
Areca: nombre genérico que deriva de un nombre vernáculo usado en Malabar, India.
triandra: epíteto latíno que significa "con tres estambres".
Sinonimia
- Areca laxa Buch.-Ham., Mem. Wern. Nat. Hist. Soc. 5(2): 309 (1826).
- Areca nagensis Griff., Calcutta J. Nat. Hist. 5: 453 (1845).
- Ptychosperma polystachyum Miq., Fl. Ned. Ind., Eerste Bijv.: 590 (1861).
- Areca triandra var. bancana Scheff., Natuurk. Tijdschr. Ned.-Indië 32: 165 (1873).
- Nenga nagensis (Griff.) Scheff., Ann. Jard. Bot. Buitenzorg 1: 120 (1876).
- Areca borneensis Becc., Malesia 1: 22 (1877).
- Areca humilis Blanco ex H.Wendl. in O.C.E.de Kerchove de Denterghem, Palmiers: 231 (1878).
- Areca polystachya (Miq.) H.Wendl. in O.C.E.de Kerchove de Denterghem, Palmiers: 232 (1878).
- Areca aliceae W.Hill ex F.Muell., Gartenflora 28: 199 (1879).
- Areca triandra var. laxa (Buch.-Ham.) Becc., Atti Soc. Tosc. Sci. Nat. Pisa, Mem. 44: 116 (1934).
- Areca triandra var. nagensis (Griff.) Becc., Atti Soc. Tosc. Sci. Nat. Pisa, Mem. 44: 118 (1934).[4][5]